# ألكساندر ماكاروف
الكساندر ماكاروف (23 يناير 1991 بليبيتسك في روسيا - ) هو لاعب كرة قدم روسي في مركز الدفاع. لعب مع FC Metallurg Lipetsk ‏.